# Batavia Road
Batavia Road är en redd i Australien. Den ligger i delstaten Western Australia, omkring 380 kilometer nordväst om delstatshuvudstaden Perth.